# 주전배
영정왕 주전배(寧靖王 朱奠培, 1418년 ~ 1491년)는 중국 명나라의 황족 종실이다. 아울러 그는 명 태조 홍무제 주원장의 서자(庶子)인 영헌왕 주권(寧獻王 朱權)의 적장손자(嫡長孫子)이다.

## 생애
그는 일찍이 종조부 영락제 주체와 5촌 종숙부 인종 홍희제 주고치와 6촌 재종형 선종 선덕제 주첨기의 총애를 누누이 받았고 이후 두 7촌 재종조카 영종 주기진과 대종 경태제 주기옥의 공경을 한몸에 받았으며 그 후로도 명 헌종 성화제 주견심과 명 효종 홍치제 주우탱의 공경을 받는 등 명나라 황가 종실의 원로로서 예우를 받다가 1491년에 향년 73세로 훙서(薨逝)하였다.